# 奧爾拉特鄉
45°45′5″N 23°58′2″E / 45.75139°N 23.96722°E
奧爾拉特鄉（羅馬尼亞語：Comuna Orlat, Sibiu），是羅馬尼亞的鄉份，位於該國中部，由錫比烏縣負責管轄，面積59平方公里，海拔高度484米，2007年人口3,153，人口密度每平方公里53人。